# Spree killer
Een spree killer (onvertaald uit het Engels) is een persoon die kort achter elkaar meerdere moorden pleegt op meerdere locaties.
De spree killer met de meeste doden op zijn naam is Anders Behring Breivik, die in 2011 op het eiland Utøya in de buurt van de Noorse hoofdstad Oslo 69 mensen doodschoot, nadat hij eerder in Oslo acht mensen had gedood middels een bom. In de meeste gevallen komt de schutter zelf ook aan zijn eind, ofwel door zelfmoord ofwel doordat hij gedood wordt door de politie of een omstander met een wapen. De gebeurtenis in Noorwegen vormt een uitzondering. De dader werd ingerekend door de politie, gaf aan te willen praten en legde tijdens ondervragingen een bekentenis af.
Het fenomeen spree killer vertoont overeenkomsten met massamoordenaars en seriemoordenaars. Het Amerikaanse Bureau of Justice Statistics definieert spree killing als "moorden op twee of meer locaties met vrijwel geen tussentijd tussen de moorden". Seriemoordenaars plegen hun daden gewoonlijk met tussenpozen en bij hen is er vaak sprake van een gerichter patroon. Massamoordenaars blijven meestal op één locatie.